# Haslev
Haslev er en stationsby på Sydsjælland i Faxe Kommune. Byen, der ligger i Region Sjælland, har 12.634 indbyggere  (2025).
Haslev ligger 60 kilometer sydvest for København, 20 kilometer sydøst for Ringsted, 23 kilometer sydvest for Køge og 25 kilometer nordøst for Næstved.
Byen er en af de største ikke-købstæder i Danmark, idet den aldrig har haft købstadsstatus. Haslev er Faxe Kommunes største by, og Faxe Kommunes rådhus findes i Haslev.
På Haslevs hovedgade, Jernbanegade, finder man butikker på strækningen fra Haslev Kirke og til stationen. I Vestergade og på Torvet ligger ligeledes en række butikker. I byen ligger også Faxe Kommunes hovedbibliotek: Haslev Bibliotek (tidligere navn Haslev Folkebibliotek).

## Historie

### Landsbyen
Haslev omtales første gang 3. februar 1328 som Haslæ og i Roskildebispens Jordebog 1370-80 som Hasle og Haslæ.
Haslev landsby bestod i 1688 af 26 gårde og 3 huse med jord. Det samlede dyrkede areal udgjorde 637,3 tønder land skyldsat til 137,97 tønder hartkorn. Dyrkningsformen var trevangsbrug med rotationen 2/1 + 1 vang sås årligt.

### Stationsbyen
Med anlægget af Haslev Station blev Haslev stationsby i 1870, da den sjællandske sydbane (fra omkring 1924 Lille Syd) mellem Roskilde og Masnedsund blev indviet. Frem til 1924, da strækningen mellem Næstved og Ringsted på den sjællandske midtbane blev åbnet, udgjorde jernbanen via Haslev en hovedtransportvej mellem København og det europæiske kontinent.
Omkring 1870 blev byen beskrevet således: "Hasle med Kirken, Præstegaard, Skole. .. Hasle (Haslev) Jernbanestation, hvorved Gjæstgiveri, Kjøbmandshandel og Postexpedition (Telegraphstation i Forbindelse med Jernbanestationen)."
Omkring 1900 blev byen beskrevet således: "Haslev (Hasle; gml. Form Haslef, Haslewæ), ved Jærnbanen, en købstadlignende Landsby med mange ret anselige, flere Stokværk høje, teglhængte Huse og makadamiserede Gader, saaledes Gaden, der fører fra Kirken til Stationen, og som helt har Købstadspræg med store Butikker, hvoraf flere med elektrisk Belysning, Vestergade, Østergade, Nørregade og Ulrichsgade. Dens Opkomst skriver sig fra Jærnbanens Aabning Okt. 1870, før hvilken Tid den kun var en almindelig Landsby. Byen har Kirke, Præstegd., stor Kommuneskole (opf. 1896), flere Privatskoler, deribl. en Indre Missionshøjskole, der ejes af et Aktieselskab (opr. 1891), og en Realskole (opr. 1895), et Missionshus (opf. 1894; det tidligere Missionshus er nu Højskolens Gymnastikhus), Fattiggaard for Haslev-Frerslev Kommune (opf. 1869, Plads for 29 Lemmer), Apotek, 2 Lægeboliger, Sparekasse for Grevskabet Bregentved og Omegn (opr. 12/7 1882 ; 31/3 1895 var Sparernes saml. Tilgodehavende 417,011 Kr., Rentefoden 34/5—4 pCt., Reservefonden 6674 Kr., Antal af Konti 1144), Haslev Bank (opr. 1894, Akiekapital 40,000 Kr.), Jærnbanestation (i Driftsaaret 1895–96 ankom 32,984 og afgik 33,201 rejsende; Totalvægten af Gods osv. var s. Aar ankommet 337,077 og afgaaet 112,016 Cntr.), Postkontor og Telegrafstation (1 Postmester og 1 Ekspedient), Telefonforbindelse med Kbh. og Fakse Ladeplads, er Toldkontrolsted (fra 1/1 1897) under Kjøge Toldsted, har Markedsplads med 4 Kreaturmarkeder aarl. og ugentlig Torvedag, Gæstgivergaard, flere industrielle Anlæg og mange Forretninger, deribl. Andelsmejeri, Fællesmejeri, Andelssvineslagteri, Bryggeri, Bagerier, Mølle, Maskinfabrikker, Boghandel, Bogtrykkeri, Købmandshandeler osv."
Haslev havde i 1901 1.394 indbyggere fordelt på 169 husstande og dette tal voksede til 2.772 indbyggere i 1906, 3.668 indbyggere i 1911 og 3.727 indbyggere fordelt på 547 husstande i 1916.
Haslev fortsatte sin udvikling i mellemkrigstiden: byen havde 4.132 indbyggere i 1921, 5.162 indbyggere i 1925, 5.064 indbyggere i 1930 og 5.302 indbyggere i 1935. I 1940 var den hjemmehørende befolkning 4.735 indbyggere fordelt på 1.415 husstande; det tilsyneladende kraftige fald skyldes, at Danmarks Statistik til og med 1935 havde opgjort den tilstedeværende befolkning og som en betydende skoleby havde Haslev derfor en stor midlertidigt tilstedeværende befolkning af elever. Fordelt efter næringsveje i 1930: 309 levede af landbrug, 1.605 af håndværk og industri, 683 af handel, 324 af transport, 1.069 af immateriel virksomhed, 505 af husgerning, 492 var ude af erhverv og 77 havde ikke angivet indkomstkilde.
Efter 2. verdenskrig fortsatte Haslev sin udvikling: byen havde 5.020 indbyggere i 1945, 5.468 indbyggere i 1950, 5.680 indbyggere i 1955, 6.155 indbyggere i 1960 og 6.421 indbyggere i 1965. I 1960 var befolkningens fordeling efter næringsveje: 225 levede af landbrug, 2.491 af håndværk og industri, 727 af handel, 318 af transport, 891 af administration og liberale erhverv, 202 af anden virksomhed, 1.217 af formue eller understøttelse og 84 havde ikke angivet indkomstkilde.
I 2019 ansås Haslev som at have udviklet sig til en pendlersatellitby for hovedstadsmetropolen.
I 2020 fejrede Haslev sit 150 års jubilæum som stationsby.

### Indre Mission
I mange år var byen en Indre Missionsk højborg. En af de ledende skikkelser i Indre Mission var Christian Bartholdy, der var sognepræst i Haslev og Freerslev sogn fra 1943 til 1954.

### Kommunalreformer 1970 og 2007
Byen tilhørte tidligere Vestsjællands Amt og før det Sorø Amt. Haslev Kommune opstod på grundlag af kommunalreformen i 1970 og bestod af sognene Bråby, Teestrup, Øde Førslev, Freerslev, Terslev, foruden Haslev. Ved kommunalreformen i 2007 blev Haslev Kommune sammenlagt med de tidligere Fakse Kommune og Rønnede Kommune.

## Skoler og uddannelsesinstitutioner
Haslev blev tidligere kaldt "Skolernes by" eller "Skolebyen i det grønne". Byen har stadig nogle skoler.

### Privatskole og folkeskoler
Der findes både Haslev Privatskole (etableret 1973) og tre folkeskoler:
- Sofiendalskolen
- Vibeengskolen
- Nordskovskolen

### Efterskolerogungdomsuddannelser
- Haslev Gymnasium & HF (grundlagt 1914) var oprindeligt et indremissionsk gymnasium.[17]
- EUC Sjælland (teknisk skole) har en afdeling (campus) i Haslev.
- Haslev Idrætsefterskole
- Sydøstsjællands idrætsefterskole

### Ingeniørhøjskolen Haslev Teknikum
- Ingeniørhøjskolen Haslev Teknikum (1967-1999).[18] (Bygningen rummer nu Haslev Privatskole.)

### Lukkede skoler, der var grundlagt afIndre Mission
- Haslev Landbrugs- og Husholdningsskole (1904-70)[19] var oprettet af Indre Mission.[17][20] (Bygningerne huser i dag en idrætsefterskole.)

- Haslev Seminarium[21][22] (1905-2010) var oprindeligt et indremissionsk lærerseminarium,[17] som i sine sidste år (2008-10) var både lærer- og pædagogseminarium.[23][24][25]
- Haslev udvidede Højskole (1916-2010)[26] var oprettet af Indre Mission.[27] Bygningen huser nu Emmaus Galleri og Kursuscenter.[28]

## Demografi og indbyggertal
Pr. 1. januar, medmindre andet er angivet
| År                | Antal  |
| ----------------- | ------ |
| 9. november, 1970 | 6.925  |
| 1976              | 8.631  |
| 1981              | 9.146  |
| 1986              | 9.615  |
| 1990              | 9.790  |
| 1996              | 10.006 |
| 2000              | 10.034 |
| 2004              | 10.614 |
| 2008              | 10.972 |
| 2010              | 10.910 |
| 2012              | 11.201 |
| 2018              | 11.880 |

## Infrastruktur og trafikforhold

### Biltrafik
Motorvej E47 (Sydmotorvejen) passerer ca. 5 kilometer øst for Haslev. For nordgående trafik benyttes afkørsel 35 Haslev, og for sydgående trafik afkørsel 36 Bregentved.

### Jernbane
Fra Haslev Station er der jernbaneforbindelse med DSB til Køge, Roskilde, København og Helsingør mod nord og Næstved mod syd.

### Bus
Udvalgte busforbindelser til og fra Haslev:
- linje 41 til Sneslev – Ringsted
- linje 74 til Teestrup – Tybjerg – Herlufmagle – Næstved
- linje 90 til Rønnede – Faxe – Faxe Ladeplads
- linje 95 til Dalby – Karise – Store Heddinge
- linje 472 til Førslev – Terslev – Ørslev
- linje 267 til Bråby – Skuderløse – Svalebæk

## Erhverv og landbrug
I 1912 blev elforsyningsselskabet SEAS grundlagt i Haslev med formålet at forsyne Sydøstsjælland med elektricitet. I dag er selskabet en del af energi- og fiberkoncernen Andel (tidligere under navnet SEAS-NVE), som fortsat har en stor afdeling på Energivej i Haslev.
Haslevs største land‑ og skovbrug er Gisselfeld og Bregentved som tilsammen udgør omkring 25.000 hektar landbrugsland. Bregentved Landbrug er en af Danmarks førende landbrugsvirksomheder med 3.465 hektar landbrug og 3.054 hektar skovbrug. Virksomheden drives og administreres af Bregentved Gods. Aktiviteterne spænder fra landbrug, skovbrug, jagtvirksomhed, erhvervs- og boligudlejning, svineproduktion og energiproduktion til grøn energiudvikling. Med 120.000 slagtesvin om året, er Bregentved Gruppen Danmarks næststørste svineproducent.
BeGreen A/S blev i 2017 etableret som en del af Bregentved Gruppen med hovedsæde på Koldinghus Allé i Haslev. Virksomheden udvikler og opfører 100% kommercielle solcelleparker til produktion af certificeret grøn energi i både Danmark, Sverige, Polen og Tyskland. BeGreen ejes idag af den norske olie- og energivirksomhed Equinor.

## Kultur
Haslev Stationsbymuseum var beliggende i Frederiksgade. SEAS-NVE Elmuseum er indrettet i kælderen hos SEAS-NVEs bygninger i den nordlige ende af byen.
Haslev Bio åbnede i 1925 og har én sal med 128 sæder.
Galleri Emmaus på højskolevej har en samling af kirkekunst og midlertidige udstillinger af samtidskunst.
I 2020 blev Haslev kåret som Danmarks Smukkeste Stationsby blandt 10 nominerede kandidater ud af ca. 500 danske stationsbyer.
I byens omegn ligger herregårdene Bregentved og Gisselfeld. I Gisselfeld Klosters skov ligger det 45 meter høje udkigstårn Skovtårnet som er en del af Camp Adventure.

## Galleri
- Haslev Kirke med Horsekilde.
- Jernbanegade set mod nord.
- Haslev set fra oven.